# Ilija Crijević
Ilija Crijević (tal.: Elio Lampridio Cerva, lat. Aelius Lampridius, de Crieva, Lampričin, itd., Dubrovnik, 1463. – Dubrovnik, 15. rujna 1520.) bio je hrvatski latinist, humanist, pjesnik i prozaist.
Bio je plemić iz obitelji Sorkočević. Njegov otac, dubrovački vlastelin, zvao se Lampirica, pa je po njemu Crijević i navodio uvijek u svojem latiniziranom imenu Lampiridus (Lampiričin). Očev rođak Stjepan Džamanjić odveo ga je kao trinaestogodišnjaka na studij u Rim, odakle je prešao u Ferraru. Na njega je utjecao Pomponije Let (Iulius Pomponius Laetus), osnivač i poglavar Akademije na Kvirinalu. Svakodnevno u humanističkom krugu i među uglednicima Rimske kurije, proučavao je Plauta, pisao o Vergiliju, napisao zbirku latinskih pjesama i već s nepunom 21 godinom od Akademije dobio pjesnički lovorov vijenac. Vratio se u Dubrovnik i tu ostao do kraja života, gdje bavio raznim javnim službama. 
Tijekom svog boravka u Rimu napisao je i svoje glavne radove: raspravu o Vergiliju, latinski enciklopedijski rječnik (Lexicon) i niz pjesama, uglavnom erotskoga sadržaja, koje je inspirirala ljubav prema obrazovanoj ali preslobodnoj Rimljanki Flaviji. U tim pjesmama Crijević se pokazuje kao pravi humanistički pjesnik: učenost i samostalno ugledanje na antičke i humanističke pjesnika prepliće se s naglašenom osjećajnošću i ljubavnom čežnjom, u čemu ponekad ide i dalje od svoga glavnog uzora Katula. Poput Katula, Crijević pjeva o različitim fazama i oblicima ljubavnoga zanosa: od zaljubljenosti preko ljubomore gotovo do mržnje zbog prezrene ljubavi. Godine 1484. bio je za ove svoje erotske pjesme ovjenčan lovorovim vijencem (poeta laureatus). Tu čast Crijević je više puta u svojim djelima ponosno isticao, a u službenim dubrovačkim dokumentima navodio je uz ime uvijek i titulu poeta.
U kodeksima Vatikanske knjižnice, osim erotskih pjesama, očuvane su i ode, elegije, himne i epigrami, epistole i rasprave različitih sadržaja. 
Tri godine kasnije vratio se u rodni Dubrovnik, gdje je obavljao razne dužnosti: bio je gradski pravobranitelj, kastelan u Stonu, vicerektor škola, kastelan utvrde Sokola itd. Prešavši u svećenički stalež, postao je rektorom dubrovačkih škola i kanonikom. Njegov pjesnički rad u kasnijim godinama ima uglavnom prigodnički karakter.
Nedovršen mu je ostao spjev O Epidauru (De Epidauro), u kojem se pripovijeda legendarna priča o osnutku Dubrovnika. I u tom spjevu i u svojim manjim pjesmama, posebno odama, Crijević se pokazuje i kao pjesnik svog rodnoga grada koga odlikuje i vrsni talent za opisivanje prirodnih ljepota, među kojima su posebno upečatljivi krasni opisi Lopuda i Rijeke dubrovačke. Svoj grad poredi pjesnik s drevnim Rimom, a svoje sugrađane naziva Kviritima.
Među govorima, koji u Crijevićevu proznom stvaralaštvu zauzimaju vrijedno mjesto, osobito se ističu pogrebni. Prvi je takav govor održao u Dubrovniku 1490. godine, na uspomenu netom preminulog kralja Matije Korvina, istaknuvši slavu Korvinove obitelji, a u prvom redu njegove zasluge za promicanje umjetnosti i znanosti. Izvanredna gipkost jezika i poznavanje humanističkoga proznog stila odlikuje jednako i Crijevićeva pisma i govore.
Kao i neki drugi hrvatski humanisti, Crijević se veoma negativno odnosio prema narodnom jeziku, budući uvjeren da je latinski jedini dostojan da bude književni jezik, premda su davno prije njega književnosti na narodnim jezicima dale velika djela, osobito u Italiji (Dante, Petrarca, Boccaccio).
Crijevićeva djela, osim tri epigrama, nisu bila tiskana za vrijeme njegova života: sav njegov opus nalazio se u Vatikanskoj knjižnici (Cod. Vat. Lat. 1678, 2939), a Lexicon u knjižnici Marciana u Veneciji.

## Crijevićeve elegije
Najveći dio njegova opusa čine latinske pjesme, kojih je očuvano oko 240, a obasežu devet knjiga. Uz himne, ode i epigrame nastale u raznim prigodama, među tim se pjesmama osobito ističu elegije upućene nekoj Rimljanki Flaviji.

## Zanimljivosti
Godine 1491. završio je u zatvoru jer je na javnom mjestu najpogrdnijim riječima govorio o svojoj punici.